# Adam Hellborg
Adam Hellborg, né le 30 juillet 1998 à Kiruna en Suède, est un footballeur suédois qui évolue au poste de milieu défensif à l'IK Sirius.

## Biographie

### Kalmar FF
Natif de Kiruna en Suède, Adam Hellborg commence le football à l'Emmaboda IS avant de rejoindre le Kalmar FF Il joue son premier match en professionnel le 29 avril 2019, à l'occasion d'une rencontre d'Allsvenskan face au Malmö FF. Il entre en jeu à la place d'Adrian Edqvist, et son équipe s'impose par trois buts à zéro.

### IK Sirius
Le 18 décembre 2019, est annoncé le transfert d'Adam Hellborg à l'IK Sirius. Il joue son premier match sous ses nouvelles couleurs le 22 février 2020, lors d'une rencontre de coupe de Suède face au Sollentuna FK (en). Il est titularisé lors de cette rencontre remportée largement sur le score de juit buts à un.

### En sélection
Adam Hellborg représente l'équipe de Suède des moins de 17 ans de 2014 à 2015, où il est régulièrement titulaire. Il joue un total de onze matchs avec cette sélection.
Le 4 septembre 2020, Adam Hellborg joue son premier match avec l'équipe de Suède espoirs face à l'Islande. Il est titulaire lors de cette rencontre perdue par son équipe sur le score de un but à zéro.